# Édison Méndez
Édison Vicente Méndez (Ibarra, 16 marzo 1979) è un ex calciatore ecuadoriano, di ruolo centrocampista.

## Carriera

### Club
Dal 1997 al 2002 militò nella Sociedad Deportivo Quito. Nel 2004 si è trasferito al Club Irapuato, squadra del campionato messicano di calcio con il quale ha giocato 16 partite e segnato 16 gol. A seguito della retrocessione dell'Irapuato l'anno seguente si trasferì al Santos Laguna dove giocò 14 partite e segnò ben 14 gol.
Ritornò in Ecuador dove fu acquistato dal LDU Quito, squadra con cui vinse il campionato d'apertura ecuadoriano 2005.
Nel 2006, dopo aver partecipato al Mondiale, fu acquistato dal PSV Eindhoven con il quale nella stagione 2006-2007 segnò 18 gol in 27 partite, segnandone uno importantissimo contro l'Arsenal che valse la vittoria del PSV negli ottavi di finale della Champions League.

### Nazionale
Con la sua Nazionale ha partecipato ai Mondiali del 2002, del 2006 e del 2014. Nella rassegna del 2002 (la prima nella storia dell'Ecuador) segnò un gol nella terza partita vinta per 1-0 contro la Croazia, segnando il primo gol nella storia della selezione sudamericana in un Mondiale, oltre che dare alla stessa la prima vittoria dell'Ecuador in un mondiale. Nel 2006 fu autore di due assist decisivi.

## Palmarès

### Club

#### Competizioni nazionali
- Campionato ecuadoriano: 2

LDU Quito: 2005 (Apertura), 2010
- InterLiga: 1

Santos Laguna: 2004
- Campionato olandese: 2

PSV: 2006-2007, 2007-2008
- Supercoppa dei Paesi Bassi: 1

PSV: 2008
- Campionato colombiano: 1

Ind. Santa Fe: 2014-II

#### Competizioni internazionali
- Coppa Sudamericana: 1

LDU Quito: 2009
- Recopa Sudamericana: 2

LDU Quito: 2009, 2010

### Individuale
- Equipo Ideal de América: 1

2009